# Elzett Zár- és Lakatgyár
Az Elzett Zár- és Lakatgyár különböző lakatok, zárak, zárbetétek gyártására szakosodott nagyvállalat volt, gyárüzeme Angyalföldön, a Váci út mellett működött. Nevét alapítójáról, László Zoltánról kapta (nevének kezdőbetűi: LZ).

## Története
A vállalat első jogelődje a László Zoltán győri iparos által 1919-ben alapított László Zoltán Fémárugyár egyéni cég volt, melynek termelése Győrben folyt, Budapesten csak kereskedelmi kirendeltsége működött. A cég kisipari vasáruk gyártásával foglalkozott, fokozatosan állt rá a bútor- és épületzárak gyártására, a tulajdonos-alapító szabadalmaira alapozva.
1929-ben a gazdasági világválság megtörte a cég fejlődését, sőt, László Zoltán vállalata fizetésképtelenné vált. Ekkor alapította meg László az V. kerületi Véső utca [ma: XIII. kerület Véső utca és Viza utca] 7. szám alatt az Elzett Vasárugyár Rt.-t, amely családi vállalkozásként a győri gyár és a budapesti kereskedelmi képviseletet fogta össze. Az 1930-as évek elején felfutott az értékesítés, 1935-ben a termelést átköltöztették a Bence utca 1-5 alatt megvásárolt telekre, a Váci út közvetlen közelébe.
A gyár gyorsan növekedett, a kezdeti körülbelül 300 munkásból 1944-re már 750 lett, a második világháború utáni újjáépítés hatására felfutó kereslet pedig 1000 fő fölé emelte a munkáslétszámot.
A céget 1948-ban államosították, és 1964 végéig Elzett Vasáruház néven működött tovább, amikor összeolvasztották a fémipari tömegcikket gyártó Fémlemezipari Művekkel, amely ekkor felvette az Elzett nevet. Innentől a soproni és sátoraljaújhelyi gyárak is Elzett márkajelzéssel gyártották termékeiket.
1984-ben az igen eltérő profilú vállalatokból álló Elzett Fémipari Műveket feloszlatták, az angyalföldi gyár felvette az Elzett Zár- és Lakatgyár nevet. Megtartották az Elzett nevet eközben a soproni és sátoraljaújhelyi gyárak is, ma előbbi az Euro-Elzett, 2018-tól DOM-Elzett és Elzett Sopron cégekben, utóbbi előbb Elzett Certa, majd máig Roto Elzett Vasalatkereskedelmi Kft. néven él tovább, külföldi cégek leányvállalataként.
A budapesti Elzett is külföldi tulajdonba került, 2001 óta Kaba Elzett Zrt. néven működik tovább.

## Külső hivatkozások
- Az Euro-Elzett és a Kaba Elzett hivatalos honlapja
- Kaba Elzett - A budapesti Elzett utóda
- Roto Elzett Certa Kft. története Archiválva 2010. március 11-i dátummal a Wayback Machine-ben
- Euro Elzett (sopron)